# Московска област
Московска област (рус. Московская область) или Подмосковље (рус. Подмосковье) је конститутивни субјект Руске Федерације са статусом области на простору Средишњег федералног округа у европском делу Русије.
Административни центар области званично је град Москва, међутим, фактички управа је у граду Красногорску. Са становништвом од 7.095.120 (према руском попису становништва из 2010. године) који живи у подручју од 44300 km², то је један од најгушће насељених региона у држави и други је најзаступљенији савезни субјект. Московска област нема званични административни центар; њене јавне власти се налазе у Москви и на другим локацијама у области.
Московска област је ограничена - на северозападу је Тверска област, Јарославска област на северу, Владимирска област на североистоку и истоку, Рјазањска област на југоистоку, Тулска област на југу, Калушка област на југозападу, и Смоленска област на западу. У центру је град Москва, који је засебан савезни субјект сама по себи. Област је високо индустријска, а главне индустријске гране су металургија, рафинерија нафте и машинство, исхрана, енергија и хемијске индустрије.

## Етимологија
Већи део територије ове области лежи у сливу реке Москве, по којој област и носи име. У складу с тим, област се често назива и Подмосковље или Московље.
Највећи град на реци Москви је истоимени град Москва, који се под овим именом, први пут спомиње још 1147. године.
Постоје многе теорије о хидрониму реке Москва, али најзаступљенија су
- старословенске (моск -влага),[7]
- балтичке, на летонском: Mask-(u)va -мокро, блатњаво и
- угро-финске, на мордовском: маска -медвед[9], ава -мајка[10], што би значило „Мајка медведа“.

## Географија

### Рељеф
Област је углавном равна, са неколико брда са висином око 160 m (520 ft) у западним и обимним низинама у источном делу. Од југозапада до североистока, област пресеца граница Московског глечера, а на југу - налазе се само ерозивни облици земљишта. Западни и северни делови области су узвишенији. Њихови просечни висински врхови су око 300 m (980 ft) у близини града Дмитров и горња тачка 310 m (1.020 ft) је близу села Шапкино. Северни део московских узвишења је стрмији од јужног дела. У узвишењима се налазе језера глацијског порекла, као што су језера Нерскоје и Круглоје. Северно од московских поднебља лежи алувијална Верхневолжска депресија; То је мочварна земља и равна, са висином која варира између 120 m (390 ft) и 150 m (490 ft).
На југу простире се брдско подручје Москворетско-Окске равнице. Њена највећа висина 254 m (833 ft) лежи на подручју Тиопли Стана, у оквиру граница града Москве. Равница има јасно дефинисане речне долине, нарочито на јужним деловима и повремени крас рељеф, углавном у округу Серпукховски. На екстремном југу, после реке Оке, налази се Централна руска планина. Садржи бројне сливове и равнице и има просечну висину изнад 200 м са максимално 236 м близу Пушчина.
Већина источног дела Московске области је окружена са много мочвара. Њихов највиши врх достиже на 214 m (702 ft), али просечне висине су 120—150 m (390—490 ft). Већина језера у низинама, као што су језера Чјорноје и Свјатој, су леденог порекла. Овде се налази најнижа природна висина региона, ниво воде реке Оке на 97 m (318 ft).

### Геологија и минерали

#### Геологија
Москва област се налази у централном делу источноевропском кратону. Као и сви кратони, каснији су састављени од кристалне основе и седиментног покривача. Основа се састоји од стена архаика и протерозоика, а покривач је депонован у палеозоику, мезозоику и кенозоику. Најнижа дубина основе (1.000 m (3.300 ft)) је јужно од Серебрјање Пруди, у самом јужном делу области, а највећа (4.200 m (13.800 ft)) је источно од места Сергијев Посад, у североисточном региону.
Терцијарни депозити сз одсутни унутар области. Значајно више обележја су депозити из периода карбона и јуре. У периоду креде, морско подручје покривало је Московску област, што потврђују депозити и фосфата и разнолики песак. Кредасти седименти су најчешћи на северу области. Море је било шире у Јури него у периоду Креде. Типични јурски депозити, у облику црне глине, налазе се унутар и око града Москве и долине реке Москва. Карбонске наслаге у Московској области представљају доломит, кречњак и лапорац. На југу се налазе депозити угља богати органским остацима, нарочито у Серпукховском округу, и у западним регијама. Депозити из периода Девон су такође пронађени унутар регије.
Квартарски депозити су широко распрострањени у Московској области; њихова дебљина опада од северо-запада ка југоистоку. Верује се  да је на том подручју било четири глацијације. Прва се догодила у доњем плеистоцену и проширена на источно-западни део долине реке Оке, у региону није оставио никакав траг. У средњем плеистоцену, биле су две моћне глацијације. Дњепар глечер је покрио велики део руске равнице, док се московска глацијација зауставила јужно од садашњег московског града. Последња глацијација, Валдаи глацијација, наступила је у горњем плеистоцену; то није директно утицало на територију Московске области, већ је оставило трагове у виду флувоглацијских наслага, углавном на северном подручју. Глечери су оставили иза себе морена иловачу са шљунком и камењем различитих стена, као што су гранит, гнајс, кварцит, доломите, кречњак и пешчар. Његова дебљина варира између неколико метара на сливовима и 100 м на морена гребенима.

#### Минерали
Московска област богата је минералима. Песак из седимената различитих периода (углавном квартарног и креда) су високог квалитета и широко се користе у грађевинарству. Кварцни песак (млевени кварц) се користи у индустрији стакла, а њихова производња се одвија од краја 17. века код Љуберција. Већина производње тренутно је заустављена због еколошких проблема, а експлоатише се само Јегановско поље; резерве од силицијумског песка су 33 милиона тона, а годишња производња износи 675.000 тона. Песак и шљунак је богат на планини Смоленск-Москва. Пешчар се развија у Клински и Дмитровски дистиктима.
У области постоје бројне глине; топљива глина се ископава у граду Сергијев Посад. Поље Јелдигинскоје у близини села Софрино има резерве процењене на 30 милиона кубних метара; његова годишња производња достиже 600.000 m3 (21.000.000 cu ft). Ватростална бела глина се јавља у источном региону, у карбониферним и јурским седиментима, а извлачи се из 14. века близу села Гжељ. Највећи депозит је у близини града Електроугли са резервама од 3 милијарде тона. Такође су распрострањене иловице које се користе у производњи опеке и кречњака ("бели камен"). Чувени депозит карбонизационог кречњака Мјачково обезбедио је материјал који је коришћен за облоге зграда у Москви као Бољшој театар. Рударство у Мјачкову је заустављено и тренутно се кречњаци налазе у каменолама Подолског, Воскресенског и Коломенског округа. Каснији депозити такође пружај мраморне кречњаке.
Други индустријски минерал у Московској области је доломит, кречњак туф и лапорац; углавном у јужним и источним деловима. Доломит се користи у цементној индустрији. Рударство је углавном концентрисано у близини града Шчолково, резерве прелазе 20 милиона тона, а годишња производња износи око 650 тона.
Фосфати се производе на пољима Јегоревскоје и Северскоје. Мешцхера и Верхневолжск су богати тресетом. Највећи рудници су "Ријазановскоје" (840.000 тона годишње) и "Радовитски мос" (760.000 тона годишње), и околина Јегорјевска. Постоје налазишта лигнита изван реке Оке, али немају комерцијалну вредност. Постоје и мањи депозити титанијума и железне руде у Серпукховски и Серебриано-Прудски Дистриктима.
Соли калијумове соли се развијају око Серпукова и Јегорјевска. Ту су и бројни минерални извори у близини Звенигорода, Клина и Серпухова. Они укључују површинске изворе и резервоаре на дубини од 300—500 m (980—1.640 ft). Дубље, на 1—15 km (0,62—9,32 mi) постоји велико море соли које се протеже изван Московске области. Воде са концентрацијом соли до 300 г/Л се користе у локалној прехрамбеној индустрији и бањама.

### Клима
Климатска област Московске области је умереноконтинентална клима, са јасно израженим сезоном а- ниским, али топлим летима и дугим, хладним зимама; континентност се повећава од северозапада до југоистока. Период просечне температуре испод 0 °C (32 °F) траје 130-150 дана, од почетка или средине новембра и до краја марта (или почетком априла). Просечна годишња температура варира од +35 °C (95 °F) до +55 °C (131 °F). Најхладнији месеци су јануар и фебруар, са просечном температуром од −9 °C (16 °F) на западу и −12 °C (10 °F) на истоку. Са доласком арктичког ваздуха, температура пада на испод −20 °C (−4 °F) која може трајати до двадесет дана током зиме, при температурама до −45 °C (−49 °F). Минимална температура од −54 °C (−65 °F) је примећена у градуНаро-Фоминск. Одрмзавање се често јавља у децембру и фебруару због Атлантика, а ретко у медитеранском циклону. Отапање обично траје неколико дана, а њихов укупни број од новембра до марта може да достигне педесет. Снег почиње да се акумулира у новембру, мада понекад у септембру или децембру и нестаје средином априла (понекад крајем марта). Дубина снега је 25—50 cm (9,8—19,7 in) и земљиште се замрзава до 65—75 cm (26—30 in). Најтоплији месец је јул с просечном температуром +180 °C (356 °F) } на северозападу и +200 °C (392 °F) на југоистоку. Максимална температура +40 °C (104 °F) је забележена у граду Коломна током 2010. године. Просечне годишње падавине су 450—650 mm (18—26 in), падавина је максимална на северозападу и минимална у југоисточним регионима. Летње падавине су обично 75 mm (3,0 in), али тешке суше се јављају једном у 25-30 година, са мање од 5 mm (0,20 in) киша током јуна-августа.
| Клима Московска област | Клима Московска област | Клима Московска област | Клима Московска област | Клима Московска област | Клима Московска област | Клима Московска област | Клима Московска област | Клима Московска област | Клима Московска област | Клима Московска област | Клима Московска област | Клима Московска област | Клима Московска област |
| Показатељ \ Месец      | .Јан.                  | .Феб.                  | .Мар.                  | .Апр.                  | .Мај.                  | .Јун.                  | .Јул.                  | .Авг.                  | .Сеп.                  | .Окт.                  | .Нов.                  | .Дец.                  | .Год.                  |
| ---------------------- | ---------------------- | ---------------------- | ---------------------- | ---------------------- | ---------------------- | ---------------------- | ---------------------- | ---------------------- | ---------------------- | ---------------------- | ---------------------- | ---------------------- | ---------------------- |
| Максимум, °C (°F)      | −6 (21)                | −5 (23)                | 1 (34)                 | 11 (52)                | 18 (64)                | 22 (72)                | 25 (77)                | 23 (73)                | 16 (61)                | 8 (46)                 | 2 (36)                 | −4 (25)                | 9,8 (49,6)             |
| Просек, °C (°F)        | −10 (14)               | −10 (14)               | −4 (25)                | 6 (43)                 | 13 (55)                | 17 (63)                | 19 (66)                | 17 (63)                | 11 (52)                | 5 (41)                 | −2 (28)                | −7 (19)                | 6,3 (43,3)             |
| Минимум, °C (°F)       | −14 (7)                | −15 (5)                | −9 (16)                | 1 (34)                 | 8 (46)                 | 12 (54)                | 13 (55)                | 11 (52)                | 6 (43)                 | 1 (34)                 | −6 (21)                | −11 (12)               | 2,8 (37)               |
| Извор: protown.ru      |                        |                        |                        |                        |                        |                        |                        |                        |                        |                        |                        |                        |                        |

### Реке и језера
Постоји више од три стотине река са дужином изнад 10 km (6,2 mi) у Московској области. Све реке су мирне и имају добро развијене долине и поплавне равнице. Највише њих се снабдева снегом, а поплаве опадају од априла до маја. Ниво воде је низак током лета и повећава се само уз јаку кишу. Реке се замрзавају од краја новембра до средине априла. Једине пловне реке су: Волга, Ока и Москва.
Већина река припада сливу Волге, која пресеца само мали део на северу Московске области, у близини границе са Тверском области. Друга по величини река у региону је река Ока. Северни део Московске области обухвата такве Волгине притоке као што су река Шоша, Лама, Дубна, Сестра, и Јахрома. На југу протичу притоке реке Оке, укључујући Нара, Протва и Лопаснија. Река Москва, која скоро у потпуности тече унутар области, припада и сливу реке Оке. Истолни и североистоцни региони, укључујући и велики део Месерске депресије, наводњавају притоке реке Кљазма, који је сама главна притока Оке.
Московски канал прелази северни део Московске области преко Иксинскијое, Клиазминскоје, Пјаловскоке и Пестовскоје резервоара. У сливу реке Москва налазе се и Озернинскоје, Можајскоје, Истринскоје и Руза резервоари, пружајући Москви пијаћу воду.
У области постоји око 350 језера, готово сва су плитка (5—10 м) а многа су глацијалног порекла. Највећа су Санеж (15,4 km2 (5,9 sq mi)) и Свјатоје (12,6 km2 (4,9 sq mi)), а најдубље је језеро Дубоко у Руском дистрикту. Такође има много мочвара, нарочито у пределима Мешчерск и Верхневолжск.

### Земљиште
У области доминира релативно неплодна тла подзол земљиште које захтева ђубриво за комерцијалну пољопривреду. На брдима има више иловаче, а нижи простори имају више пешчане иловаче и песка. Црница је оскудна и појављује се само јужно од реке Оке. Сива шумска земљишта се налазе између река Ока, Москве и Клиазма, углавном у Раменском и Воскресенском округу. Маршаста тла су честа у Мешчерск и Верхневожск низинама. Долине великих река богате су алувијалним земљиштем. Углавном, земљишта су веома загађена хемијским ђубривима, пестицидима и домаћим и индустријским отпадом, посебно око Москве, око градова Орехово-Зујево и Ногинск.

### Флора
Московска област се налази у зони шума и степа са шумама које покривају преко 40% региона. Четинари (углавном јеле) доминирају северним и западним деловима. Шуме Мешчора се састоје првенствено од бора; у водоносним нижинским пределима, постоје појединачне шуме јова. Централни и источни региони имају четинари-листопадне шуме са главним врстама дрвећа смрча, бор, бреза и аспен често помешане с грмовима леска. На југу лежи подзона широкоисточних шума од храста, лимете, јавора и бреста. Предео Москва-Ока је зона преласка у којој доминира смрча, на пример, у горњим крајевима реке Лопасније. Долине Оке покривене су боровим шумама степског типа и на крајњем јужном делу, узгајају се степе са повременим кречним и храстовим шумама.
Интензивно сечење шума у Московском региону у 18—19 веку је смањило шуме и променило своју врсту: четинари су замењени са брезом и аспеном. У данашње време скоро да нема сечења и шуме се рестаурирају, посебно у околини Москве.
У источним областима преовлађују мочваре. Природни поплавне ливаде готово да су нестале. Број домаћих биљних врста је смањен, али неке врсте страних врста цвећа цветају, као што су шећерни јавор. Ендемичне врсте укључују водени орашак и госпина папучица.

### Фауна
Сисари Московске области обухватају јазавце, веверице, даброве, видре, бизамске пацове, велике ласице, сибирске воденкртице, ракунолике псе, јежеве, зечеве (бели зец и европски зец), ровчице (шумска ровка, мала ровчица итд.), ласице, лисице, лосеве, дивље свиње, обичне кртице, смеђе и црне пацове, куне, мишеве и мишиће (Шумски миш, Жутогрли миш, Кућни миш, патуљасти миш, Шумска волухарица, Мочварна ливадска волухарица, Microtus oeconomus, Водена волухарица), Европске визоне, јелене (Срна, Црвени јелен, Аксис), Пух орашар, Обични пух и Творове. На границама постоје повремени медведи, рисови и вукови. У јужним подручјима налазе се и веверице, роборовски хрчак, Allactaga major и куна белица. Неке области садрже стабилне популације увезених животиња, као што су летећа веверица, америчка видра и сибирска срна. У области, постоји више од десетак врста лептира и мољаца.
У тој области има више од 170 врста птица са великим бројем врана, врабаца, патака, сврака, детлића, дроздова, славуја, прдаваца, вивак, белих рода, сивих чапљи, галебова и гњураца. Преко 40 врста птица се лови.
Реке и језера Московске области богате су рибом, као што су спрудник убица, шаран, деверика, бас, бодорка кинески спавач, перца и штука. Постоји шест врста гмизаваца: три гуштера (слепић, живородни гуштер и ливадски гуштер) и три змије (шарка, белоушка и смукуља). водоземаца има 11 различитих врста, укључујући мали мрмољак, велики мрмољак, обична крастача, зелена крастава жаба, ливадска жаба, мочварна жаба, велика зелена жаба, Црвенотрби мукач и чешњарка. Постоје бројни инсекти, укључујући и пчеле, обухватају више од 300 врста.
У Серпуховском округу налази се природни резерват Приоко-Терасни који садржи заштићене Европске бизоне. Близу Москве се налази и Национални парк Лосини Остров са савезним значајем.
- Велика ласица
- Срна
- Патуљасти миш
- Ћубасти гљурац

## Историја
Територија на којој се сада налази Московска област била је насељена више од двадесет хиљада година. Ту су откривени бројни насипи и насеља из Гвозденог доба. До деветог и десетог века, слив реке Москва и суседне земље су населили Угро-фински народи. Словени су населили подручје тек у 10. веку. Средином 12. века земља је постала део Владимир-Суздаљ кнежевине. У то време је основано неколико важних градова, укључујући Волоколамск (1135), Москва (1147), Звенигород (1152) и Дмитров (1154). У првој половини 13. века, целокупна Владимир-Суздаљ кнежевина, укључујући и област Москве, била је покорена од монголаца.
У 13. веку, земља око Москве била је део Велике московске кнежевине, која је касније била центар уједињења руских земаља, нарочито монголских рација. 1380. године из Коломне принц Дмитриј Донски је водио своје трупе да победе монголе у Бици на Куликовом пољу. Јужни део Московске области је тада био део Кнежевине Рјазањ; она је припојена Москви тек 1520. године.
Године 1708, Московско гувернерство је основано декретом Петра Великог; област обухвата већину садашње Московске области. Бородинска битка, која је била одлучујућа у исходу Наполеонове инвазије на Русију, одиграла се 1812. године код Можајска.
Индустрије су развијене у Московској области у 17—19 веку. Оне су били центриране у градовима Ногинск, Павловски Посад и Орехово-Зујево и доминирала је текстилна производња. Прва железница у Русији изграђена је у Московској области 1851. године, повезујући Москву и Санкт Петербург, а 1862. године отворена је линија до Нижњи Новгорода.
У Руској Совјетској Федеративној Социјалистичкој Републици, "Централна индустријска област" основана је 14. јануара 1929. године. Укључивало је укидање Московског гувернерства, кнежевине Рјазањ, Тверског гувернерства, Тулског гувернерства, Губерније и Калуга гувернерства. Подручје је подељено у десет округа и имао је административни центар у Москви. У јуну 3, 1929, област је преименована у "Московску област", а 30. јула 1930. укинута је подела на десет округа.
Делови тада обимне "Московске области" постепено су пребачени у друге дивизије. Двадесет и шест округа постало је део Калињске области у јануару 1935. године, а још седамдесет седам округа одвојено је у септембру 1937. године као Тула и Рјазањска област. Боровски дистрикт, Високиничски, Малојарославец, Угодско-Заводски и Петушки дистрикти су 1944. пребачени у Калугу и Владимирске области.
Године 1941,1942. године једна од најзначајнијих војних операција Другог светског рата - Битка за Москву одиграла се у Московској области.
Према Уставу Русије, усвојеном у децембру 1993. године, Московска област је једна од 83 федералних субјеката Русије.3

## Економија

### Индустрија
Према индустријској производњи, Московска област је друга у Русији, после града Москве. Индустрија Област се ослања на увезене сировине, снажну научну и технолошку основу и високо квалификовану радну снагу; она је уско повезана са индустријом Москве.
Добро су развијене машине и обрада метала. Постоје постројења за термоелектране и нуклеарну енергију (ЗиО-Подољск у Подољску), нуклеарно гориво (ТВЕЛ у Електростаљу), свемир и ракете Ракетно-космичка корпорација Енергија у Корољову, НПО Лавочкин у Химкију, НВО инжењеринг у Реутов, ФТСДТ "Унион" у Дзержински - развој чврстог ракетног горива и др., ИБЦ "Хоризонт" у граду Дзержински - електране за ваздухоплове и сл.); локомотиве (Коломна локомотиве), метро аутомобили (Метровагонмаш у Митишчи), електрични возови (Демиховски Инжењеринг), аутомобили (СеАЗ) аутобуси (Ликински аутобуска станица у Ликино-Дуљово); пољопривредне машине, багери и дизалице (Љуберци, Дмитров, Балашиха); нерђајући челик (Електростаљ), каблови (Подољск), оптички уређаји (Красногорски фабрика, Фабрика оптичког стакла Литкарино).
Постоји много одбрамбених предузећа, као што је руски центар за демонстрације оружја, војне опреме и технологије у Красноармејску; Камов, Фазотрон, НПО Базалт, НПП Звезда МКБ Факел, МКБ Радуга, Национални институт за истраживање ваздухопловних система, Краснозаводск хемијска постројења, Тикхомиров научни институт за истраживање инструмента, Московски истраживачки институт "Агат" и многи други.
Хемијска индустрија области производи киселине (Шчолково), минерална ђубрива (постојења под називом "фосфати" и "минерална ђубрива" у Воскресенск), синтетичка влакна (Серпухов и Клин), пластика (Орехово-Зујево), лакови и боје (Сергијев Посад, Одинкововски фарбарска индустрија), фармацеутски производе (Стара Купавна). Постоји добро развијена индустрија грађевинских материјала са производњом цемента у Воскресенску и Коломну (фабрика цемента Шчуровски), керамика, порцелан у Ликино-Дуљово (Дулево фабрика порцелана) и Вербилки и фабрика сувог малтера у Красногорску.
- ЛиАЗ-5292
- Ka-52 "Алигатор"
- Дизел TEP70BS (Коломна производња)
- Железнички аутобус (Метровагонмаш)
- Електрични воз ЕД4МКМ-АЕРО (Демиховски Инжењеринг))

Лака индустрија је најстарија у региону; почела је у 17. веку и са 35% доприноса је водећа бруто индустријска производња. Постоји још увек производња памука (у Јегорјевск, Ногинск, Орехово-Зујево), вуна (у Павловски Посад и Пушкино) и дресови (у Ивантејевка и Дмитров). Производња свиле у Наро-Фоминску је заустављена. Традиционални и реномирани занати укључују гзхел - руски стил керамике, жостово сликарство и Федоскино минијатура. Велики страни инвестициони пројекти укључују фабрику за производњу апарата за домаћинство (телевизоре, машине за прање веша, фрижидера итд.) од стране јужнокорејске компаније ЛГ изграђене у близини села Дорохово.
- Примери гзхел стила
- Примери жостово сликарства

### Енергија
Године 1999, Московска област је потрошила 15,4 милијарде m³ природног гаса, 3,32 милиона тона нафте, 2,13 милиона тона угља и 8,5 милијарди kWh електричне енергије. Електричну енергију за област обезбеђује термоелектрана Кашира (ТЕ, 1910 MW), Дзјаржинска ТЕ 22 (1300 MW), Термоелектрана 27 (1100 MW), Шатура Електрична централа (1100 MW), Загорска хидроелектрана (1200 MW), ТЕ Електрогорск (623 MW) и неколико мањих постројења. Велики нови енергетски пројекат у региону је изградња Загорске хидроелектране капацитета 840 MW. Дефицит енергије обезбеђују електроенергетски објекти који повезују регион са Санкт Петербургом, Волгом и другим добављачима енергије.

### Пољопривреда
Пољопривреда има релативно малу улогу у економији Области. Само 25% земљишта се обрађује, а других 15% користи се за друге активности као што је сточарство. Пољопривреда је најмање развијена у северној, источној и западној граничној области. У јужном региону, посебно јужно од реке Оке, више од 50% земљишта се користи у пољопривреди. Хортикултура је типична за јужни регион са већином посејаног подручја (више од 3/5) заузете од крмних биљака. Велике површине су резервисане за зрневље, посебно пшеницу, јечам, овас и раж, а значајна улогу има кромпир. Стаклене баште су веома честе и градски највећи стакленички комплекс у Европи се налази у граду Московски. Узгајају се и цвеће и печурке. Сточарство преовлађује над усевима и првенствено је усмерена на производњу млека и меса. Поред стоке, најчешће се узгајају свиње и пилићи.
Економска криза деведесетих у Русији је озбиљно утицала на пољопривреду Московске области. Конкретно, у 2000-им, у поређењу са 1970-80-тим година, производња зрна пала је за више од 3 пута; кромпир 2,5 пута; поврће, стока и живина за 30%; млеко за 2 пута и јаја за 4 пута.

### Транспорт
Московска област има густу саобраћајну мрежу, укључујући путеве, жечезнице и водене путеве дуж највећих река, језера и вештачких језера. Земаљске руте се радијално одвајају од Москве и прелазе једну железничку пругу и два прстена на аутопуту. Ни пруге ни путеви, који су већином изграђени пре више година, не могу се носити са сталним растућим токовима саобраћаја. Око половине путева је преоптерећено и три четвртине не испуњавају савремене захтеве
Московска област има највећу густину железница у Русији. Једанаест главних радијалних линија потиче из Москве и пролази кроз Област; укупна дужина пруге достиже 2.700 км. Скоро све пруге се електрифизирају. Највеће железничке станице су Орехово-Зујево и Бекасово. Редовна навигација се одвија на рекама Волга, Ока и Москва, као и на Московском каналу. Велике речне луке су у Серпухову и Коломни. Такође добро је развијен и транспорт цевовода. Постоје две велике нафтне линије, два прстена на природном гасу и бројне радијалне линије које повезују Москву са највећим регионима за производњу гаса у земљи.
Москва и Московска област имају неколико међународних путничких аеродрома, односно Аеродром Шереметјево (са два терминала), Аеродром Внуково, Домодедово међународни аеродром и Остафиево међународни аеродром. Постоји и Биково аеродром који се користи за превоз терета. Највећи војни аеродром је Чкаловски аеродром (код Шчолково), који превози и неке цивилне путне и теретне летове.

## Влада и награде
Московска област је добила три Ордена Лењина, 3. јануара 1934, 17. децембра 1956. и 5. децембра 1966. године.
Највиши извршни орган је Влада Московске области. Осамнаест министарстава делују као извршни органи државне власти. Овлашћења, задаци, функције и надлежности Владе дефинисани су Повељом Московске регије. Губернатор Московске области бира се по мандатима који трају 5 година. Регионална Дума Московске области формирана је 12. децембра 1993. Састоји се од 50 посланика којима такође мандат траје пет година.
Сергеј Шојгу је изабран за губернатора Московске области у априлу 2012. године од стране Московске области Дума. Шојгу је напустио функцију после само шест месеци, када га је Владимир Путин именовао за министра одбране Русије. Андреј Воробиов је именован за вршиоца дужности и добио је пун мандат после избора 2013. године.

## Наука
Московска област има много научно-истраживачких институција, посебно везаних за инжењеринг и војне технологије. Касније су почеле да се развијају у региону 1930-1940-их година у Жуковски (ваздухопловни инжењеринг), Климовск (развој малокалибарског оружја), Реутов (пројектилско инжењерство), Фрјазино (микроталасна електроника) и Корољов (свемирска технологија). Касније су се придружили познати центри за основне науке у Троицку, Черноголовки (физика и хемија), Дубни и Протвину (нуклеарна физика) и Пушчину (биологија). Московска област је домаћин Центра за контролу мисије за свемирске бродове у Королеву и војних сателита (Краснознаменск), као и низ тестних локација.

## Спорт
Зорки из Красногорска је постао национални шампион у бендију три пута. У сезони 2017-18., Зорки се вратио Супер лигу, након једне сезоне у другој лиги. Обухово је једина локација у Русији без тима у Супер лиги која има простор за бенди са вештачким ледом. У Корољову је постојао и план вештачког леда. Међутим, одустало се од пројеката. Иако је планиран простор за затворени хокеју на леду, званични разлози су били финансијски проблеми.
Руски бенди куп 2017. био је одигран у граду Балашиха.
Европско првенство у брзом клизању за 2008. годину и Светско првенство у брзом клизању у солистичком клизању 2016. године одржане су у граду Коломна.

## Култура и рекреација
Московска област има многе терапеутске и рекреативне објекте који се налазе углавном у западним, северозападним и северним деловима, а такође и у близини Москве. Од великог значаја за рекреацију су шуме, које заузимају више од 40% региона, као и хортикултурне активности. Регион има највећи број (преко 1 милион) дача с придруженим појединачним вртовима. Такође, бројни су манастирски комплекси, попут оних у Мураново, Остафијево, историјски градови (Вереја, Волоколамск, Дмитров, Зарајск, Звенигород, Истра, Коломна, Сергијев Посад, Серпухов, итд.), манастири (Тројице-Сергијева лавра, Јосиф-Волоколамск манастир, Савино-Сторожевски манастир, Николо-Угреш манастир итд.) и музеји (музеј Антона Чехова у Мелихово, музеј Петра Чајковског у Клину, Серпухов историјски и уметнички музеј итд.).

## Животна средина
Еколошка ситуација у Московској области је озбиљна. Подручја која су у близини Москве и индустријске зоне у источном и југоисточном региону су веома загађене. Већина контаминације потиче од емисија из Кашира и Шатура електране и одлагања домаћег и индустријског отпада. На пример, депонија Тимоховскаја је једна од највећих у Европи; други предмети који забрињавају су застарели резервоаре за складиштење нафте и нуклеарни отпад у Сергијево-Посадски дистрикту. Ниво контаминације је највиши у Москви, Воскресенску и Клину, висок у Дзержински, Коломна, Митишчи, Подољск, Серпухов Шчолково и Електростаљ и нижи у Приокско-Терасни резервату биосфере. Главни загађивачи су формалдехид и фенол у Москви; амонијак и флуороводоник у Воскресенску. Формалдехид у градовима Клин, Коломна, Митишчи и Подољск, фенол у Серпухову. Најзагађеније реке су Москва, Ока и Кљазма. У области Москве и већим градовима (посебно у Подољску, Орехово-Зујево, Серпукхову, Луховици и Ступину) такође су загађене подземне воде.

## Становништво
| 1989.     | 2002.     | 2010.     |
| --------- | --------- | --------- |
| 6.693.623 | 6.618.538 | 7.095.120 |

Након што је број становника опао са 6.693.623 (према попису становништва 1989. године) на 6.618.538 (према попису становништва из 2002. године) број становништва у области је порастао на 7.095.120 (према попису становништва 2010. године). Просечна густина насељености, на 147,4 становника/km² (2010), највећа је у Русији, због великог удела урбаног становништва (80,85% у 2010. години). Највећа густина се јавља у и око Москве (Љуберци, Балашиха, Химки, Красногорск итд.) и најнижа - око 20 људи/km²- налази се у удаљеним пределима Лотошинског, Шаковског, Можајскога и Мешерсковог предела.
| Националности које имају више од 1000 људи у Московској области током 2010. године | Националности које имају више од 1000 људи у Московској области током 2010. године | Националности које имају више од 1000 људи у Московској области током 2010. године | Националности које имају више од 1000 људи у Московској области током 2010. године | Националности које имају више од 1000 људи у Московској области током 2010. године |
| ---------------------------------------------------------------------------------- | ---------------------------------------------------------------------------------- | ---------------------------------------------------------------------------------- | ---------------------------------------------------------------------------------- | ---------------------------------------------------------------------------------- |
| Руси                                                                               | 6.202.672                                                                          |                                                                                    | Таџици                                                                             | 3,404                                                                              |
| Украјинци                                                                          | 119,474                                                                            | Корејци                                                                            | 3,232                                                                              |                                                                                    |
| Татари                                                                             | 56,202                                                                             | Маријци                                                                            | 2,554                                                                              |                                                                                    |
| Белоруси                                                                           | 31,665                                                                             | Казаси                                                                             | 2,493                                                                              |                                                                                    |
| Јермени                                                                            | 63,306                                                                             | Осети                                                                              | 2,389                                                                              |                                                                                    |
| Мордвини                                                                           | 18,678                                                                             | Лезгини                                                                            | 2,130                                                                              |                                                                                    |
| Азери                                                                              | 19,061                                                                             | Чечени                                                                             | 1,941                                                                              |                                                                                    |
| Чуваши                                                                             | 12,466                                                                             | Грци                                                                               | 1,850                                                                              |                                                                                    |
| Молдавци                                                                           | 19,611                                                                             | Удмурти                                                                            | 1,847                                                                              |                                                                                    |
| Јевреји                                                                            | 7,164                                                                              | Бугари                                                                             | 1,511                                                                              |                                                                                    |
| Грузини                                                                            | 9,888                                                                              | Роми                                                                               | 1,511                                                                              |                                                                                    |
| Немци                                                                              | 4,607                                                                              | Кавкаски Авари                                                                     | 1,242                                                                              |                                                                                    |
| Узбеци                                                                             | 4,183                                                                              | Литванци                                                                           | 1,172                                                                              |                                                                                    |
| Башкири                                                                            | 3,565                                                                              | Недефинисани                                                                       | 172,090                                                                            |                                                                                    |

2012
- Рођења: 83 382 (12.0 на 1000)
- Смрти: 99 773 (14.4 на 1000)[60]

2013
- Рођења: 85 386 (12.1 на 1000)
- Смрти: 98 942 (14.1 на 1000)

2014
- Рођења: 90 041 (12.6 на 1000)
- Смрти: 99 389 (13.9 на 1000)

2015
- Рођења: 94 688 (13.1 на 1000)
- Смрти: 94 333 (13.0 на 1000)
- Стопа укупног фертилитета:[61]

- 2009–1.35
- 2010–1.37
- 2011–1.38
- 2012–1.49
- 2013–1.52
- 2014–1.60
- 2015–1.68
- 2016–1.73(e)

## Административне и општинске поделе
Административно, област је подељена на 38 градова са федералним значајем и 36 рејона, који се састоје од 46 градова са окружним значајем, 72 урбани типови насеља и 6,119 руралних локалитета.
Од 2011. године, Московска област је муниципалитет, подељен у 38 градских и 36 општинских округа, која се састоји од 114 градских насеља и 193 руралних насеља.
Три највећа града области су Балашиха (215,494), Химки (207,425) и Подољск. Већина других градова има десет на педесет хиљада људи. Најмањи град је Вереја у Наро-Фомински дистрикту са популацијом од 4,957. Међу градским насељима највећа је Нахабино (36.546), а затим следе Томилино (30.605). Најстарије насељено место у области је Волоколамск, први пут поменуто 1135. године; Мало млађи градови су Звенигород (1152), Дмитров (1154) и Коломна (1177).
Најинтензивније формирање градова догодило се 1938-1940. Најмлађи градови су Голицино и Кубинка. Они су постојали већ дуже време, али су добили статус града тек 2004. године. Неки недавни градови одвојени су од других градова су Јубиљејни и Пересвет.
Нови пројекти најављени су почетком 21. века. Један од њих је Рублиово-Аркхангељск, који је дизајниран за 30.000 становника са високим приходом и који медији називају "градом за милионере". Други је "Велики Домодедово", 30 km (19 mi) јужно од Московског круга путева, који је дизајниран за 450.000 становника. Нови град А101 је дизајниран за 300.000 становника у 2009. години и продаја њене земље у Ленински дистрикту је већ започела, план је да градњу траје тридесет пет година.
Један део некадашње територије Москвовске области, углавном на југозападу града Москве, спојен је са Москвом 1. јула 2012.
Стамбена залиха области је око 125 милиона квадратних метара. Скоро све куће су опремљене водоснабдевањем, канализацијом, гасом, централним грејањем и топлом водом. Међутим, телефонска мрежа је неразвијена у руралним подручјима. На такмичењу за најкомфорнији град 2006. године у Московској области добитник је Коломна потом следи Балашиха (за градове са преко 100.000 становника) и Видноје (< 100.000), а потом и Митишчи и Ногинск.

## Религија
| Религија у Московској области од 2012. године‍ | Религија у Московској области од 2012. године‍ | Религија у Московској области од 2012. године‍ | Религија у Московској области од 2012. године‍ | Религија у Московској области од 2012. године‍ |
| --------------------------------------------- | --------------------------------------------- | --------------------------------------------- | --------------------------------------------- | --------------------------------------------- |
|                                               |                                               |                                               |                                               |                                               |
| Руски православци                             | Руски православци                             |                                               | 0                                             | 45,5%                                         |
| Други православци                             | Други православци                             |                                               | 0                                             | 2,4%                                          |
| Староверци                                    | Староверци                                    |                                               | 0                                             | 0,5%                                          |
| Други хришћани                                | Други хришћани                                |                                               | 0                                             | 3,3%                                          |
| Муслимани                                     | Муслимани                                     |                                               | 0                                             | 2,1%                                          |
| Родноверје и друге изворне вере               | Родноверје и друге изворне вере               |                                               | 0                                             | 0,7%                                          |
| Духовни али не религиозни                     | Духовни али не религиозни                     |                                               | 0                                             | 29,4%                                         |
| Атеисти иирелигиозни                          | Атеисти иирелигиозни                          |                                               | 0                                             | 8,7%                                          |
| Други и недефинисани                          | Други и недефинисани                          |                                               | 0                                             | 7,4%                                          |

Према истраживању из 2012. године, 45,5% становништва Московске области се изјашњава као Руски православци, 3% се изјашњава као други хришћани, 2% чине су православни верници који не припадају одређеној цркви или припадају не-руској православној цркви, 1% су припадници родноверја (словенски народни верски покрет) и 1% верује у ислам. Поред тога, 29% становништва изјављује да су духовни, али не религиозни, 9% становништва су атеисти, док 9,5% верује у друге религије или није дало одговор на питање.

## Градови побратими
- Братислава, Словачка
- Чујска област, Киргистан
- Ил де Франс, Француска
- Ђангсу, Кина
- Љубљана, Словенија
- Палембанг, Индонезија